# Laugarvatn
Laugarvatn är en småort i Bláskógabyggð i Suðurland på Island. Laugarvatn ligger 76 meter över havet och antalet invånare är 206.
Laugarvatn ligger vid en omkring 2 x 2 kilometer grund sjö med samma namn. Det finns ett antal heta källor som värmer sjövattnet, så att det är badbart året runt.  
Laugarvatnsfjall har björkklädda sluttningar mot Laugarvatn. Det finns en skola, en golfbana och två hotell.

## Bildgalleri

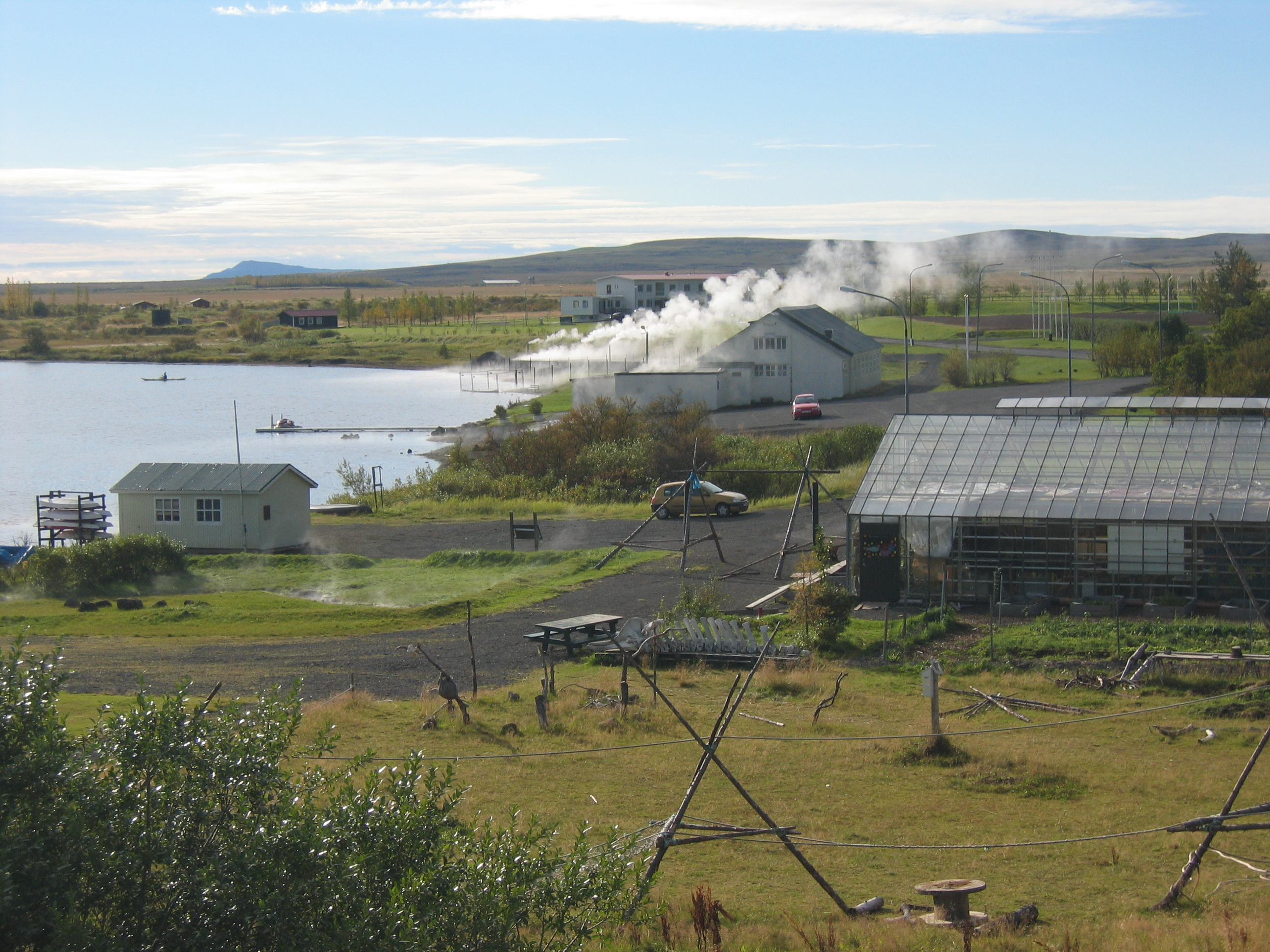
Laugarvatn
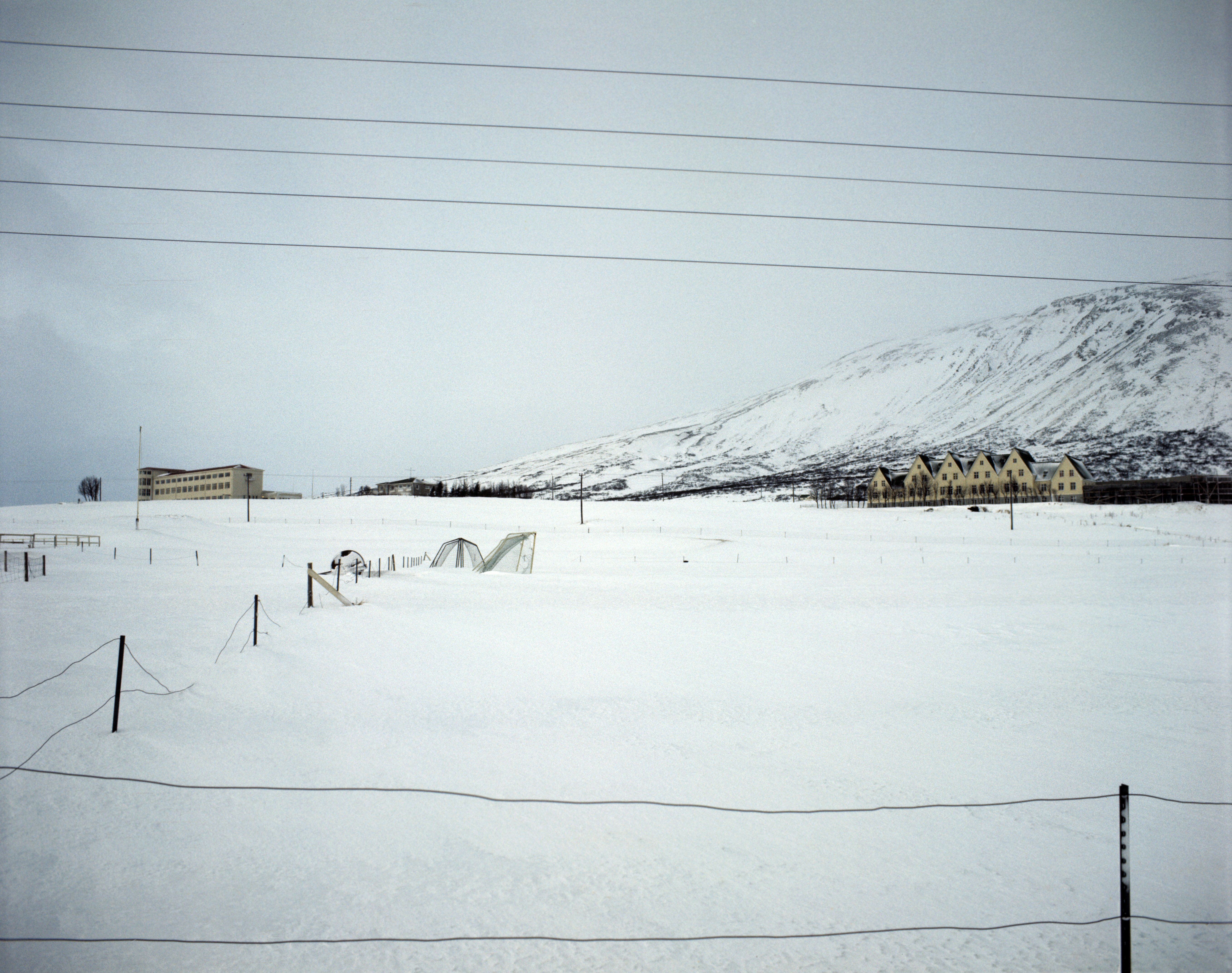
Hotell i Laugarvatn
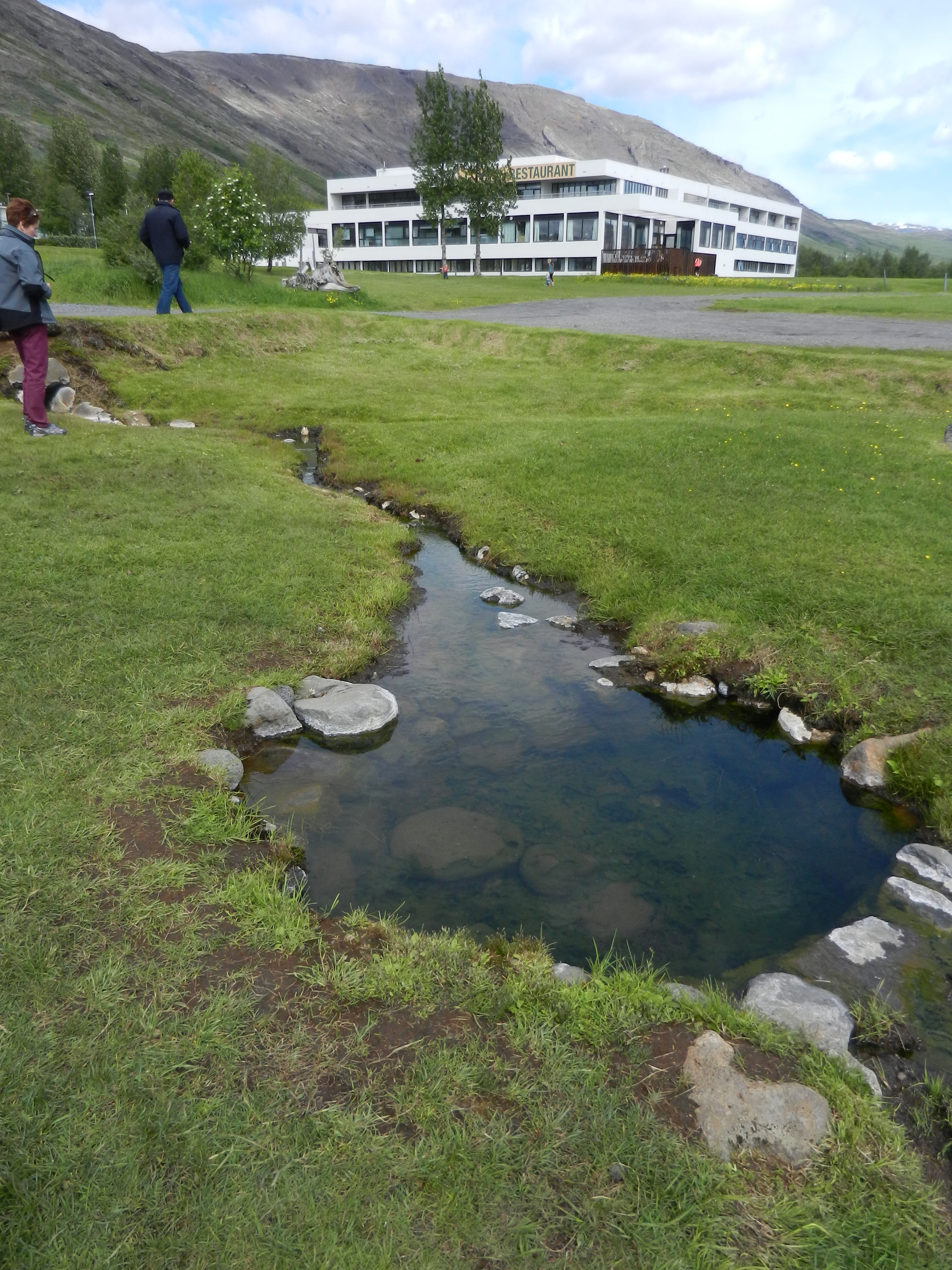
Hotell i Laugarvatn
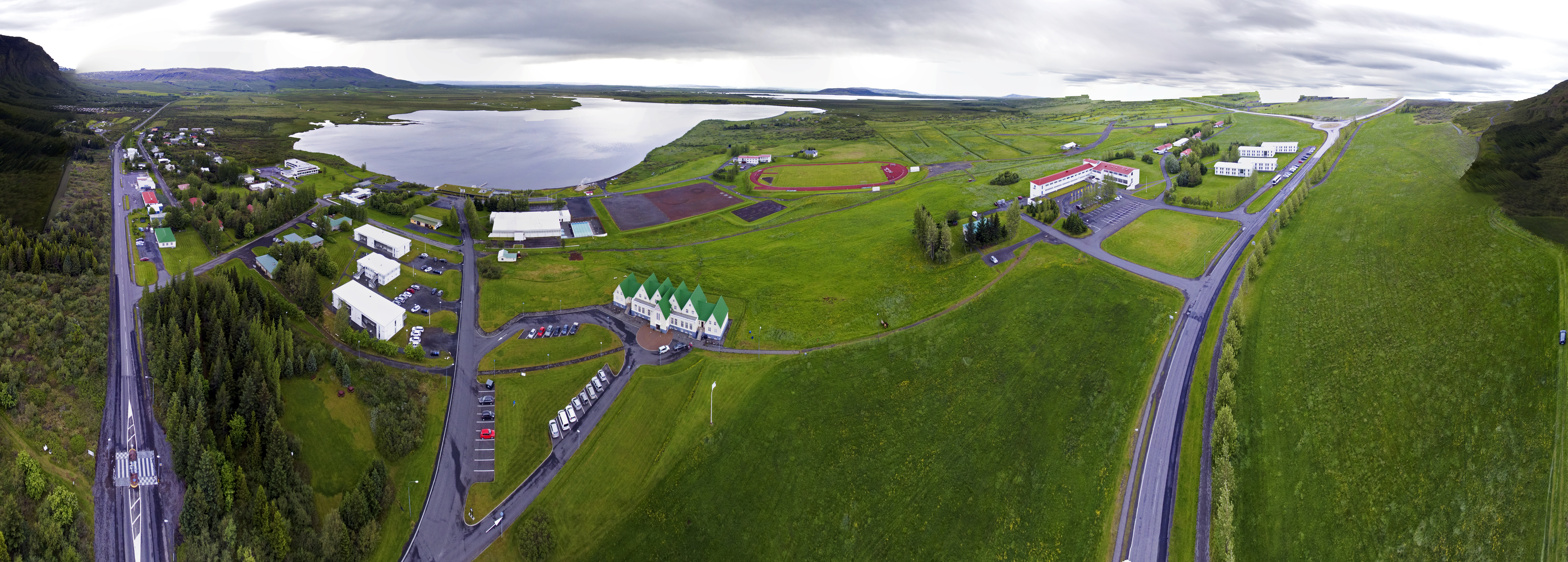
Flygbild
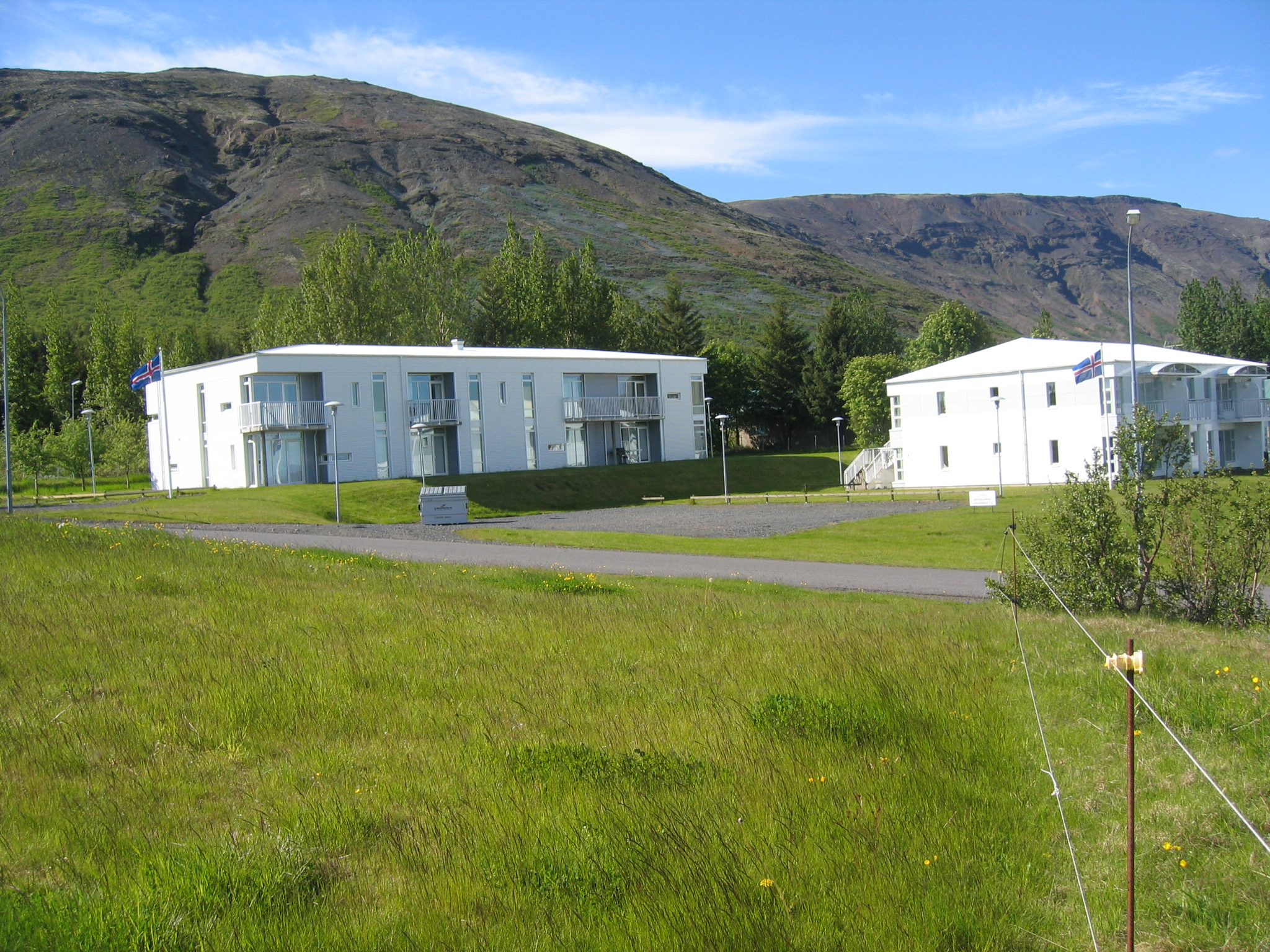
Elevbostäder